# Distretto di Pho Tak
Il distretto di Pho Tak (in thailandese: โพธิ์ตาก) è un distretto (amphoe) della Thailandia, situato nella provincia di Nong Khai.